# Katharine Merry
Katharine Merry (née le 21 septembre 1974 à Dunchurch) est une athlète britannique spécialiste du sprint. 

## Carrière

### Palmarès
| Date | Compétition                  | Lieu            | Résultat | Épreuve    | Performance   |
| ---- | ---------------------------- | --------------- | -------- | ---------- | ------------- |
| 1990 | Championnats du monde junior | Plovdiv         | 2e       | 4 × 100 m  | 44 s 16       |
| 1991 | Championnats d'Europe junior | Thessalonique   | 3e       | 200 mètres | 23 s 84       |
| 1991 | Championnats d'Europe junior | Thessalonique   | 2e       | 4 × 100 m  | 44 s 57       |
| 1992 | Championnats du monde junior | Séoul           | 6e       | 100 mètres | 11 s 63       |
| 1993 | Championnats d'Europe junior | Saint-Sébastien | 2e       | 100 mètres | 11 s 58       |
| 1993 | Championnats d'Europe junior | Saint-Sébastien | 1re      | 200 mètres | 23 s 35       |
| 1993 | Championnats d'Europe junior | Saint-Sébastien | 1re      | 4 × 100 m  | 44 s 31       |
| 1994 | Coupe d'Europe des nations   | Birmingham      | 2e       | 100 mètres |               |
| 1994 | Coupe d'Europe des nations   | Birmingham      | 2e       | 200 mètres |               |
| 1996 | Jeux olympiques d'été        | Atlanta         | 8e       | 4 × 100 m  | 43 s 93       |
| 1998 | Championnats d'Europe        | Budapest        | 3e       | 4 × 400 m  | 3 min 25 s 66 |
| 1999 | Championnats du monde        | Séville         | 5e       | 400 mètres | 50 s 52       |
| 2000 | Jeux olympiques d'été        | Sydney          | 3e       | 400 mètres | 49 s 72       |

### Records
| Épreuve    | Performance | Lieu       | Date            |
| ---------- | ----------- | ---------- | --------------- |
| 100 mètres | 11 s 34     | Birmingham | 28 juin 1994    |
| 200 mètres | 22 s 76     | Barcelone  | 25 juillet 2000 |
| 300 mètres | 36 s 00     | Gateshead  | 28 août 2000    |
| 400 mètres | 49 s 59     | Athènes    | 11 juin 2001    |